# Karol Rolle

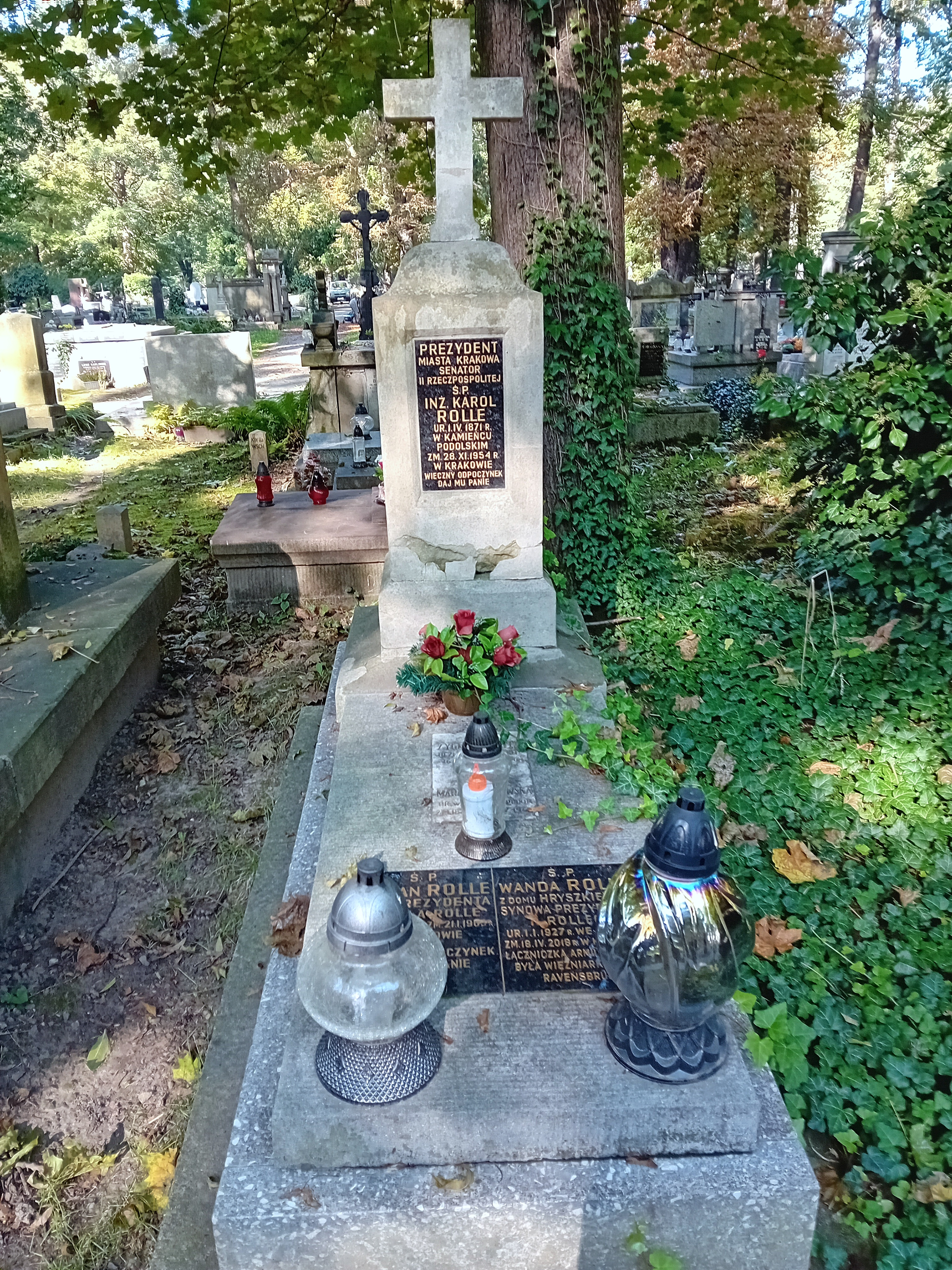
Grobowiec Karola Rollego

Karol Rolle (ur. 20 marca?/1 kwietnia 1871 w Kamieńcu Podolskim, zm. 28 listopada 1954 w Krakowie) – inżynier ceramik, prezydent Krakowa (1926–1931).

## Życiorys
Urodził się w rodzinie Józefa i Idalii z Zaszczyńskich. Miał brata Michała, literata. W 1889 zdał maturę w Wyższej Szkole Realnej w Krakowie. W latach 1889–1894 studiował na Wydziale Chemii Politechniki Lwowskiej. W 1899 zamieszkał w Podgórzu, od 1 października 1900 kierował nowo powstałą tamtejszą szkołą ceramiczną, redagując również „Przegląd Ceramiczny”.
W 1908 znalazł się w składzie Rady Miejskiej Podgórza. Wraz z Juliuszem Leo działał na rzecz przyłączenia Podgórza do Krakowa w 1915. W latach 1916–1933 był członkiem krakowskiej Rady Miejskiej. Podczas I wojny światowej był skarbnikiem komitetu krajowego Komisji Opieki nad Inwalidami Wojennymi w Krakowie. W latach 1926–1931 pełnił funkcję prezydenta Krakowa. Działał na rzecz poprawy sytuacji instytucji kulturalnych, zwłaszcza muzeów, wspierał działalność organizacji charytatywnych.
Założyciel Unii Narodowo-Państwowej w 1922. W 1922 został członkiem pierwszej rady nadzorczej krakowskiej rozgłośni Polskiego Radia. W latach 1928–1935 był senatorem Rzeczypospolitej Polskiej z listy BBWR, wybrany w województwie krakowskim. Od września do grudnia 1939 był więziony przez Niemców przy ul. Montelupich, po 1945 współpracował przy redagowaniu Polskiego Słownika Biograficznego.
Jego pierwszą żoną była Maria z Wojnowskich (zm. 5 sierpnia 1925 w wieku 48 lat). Jego drugą żoną była, poślubiona 25 listopada 1926 roku w Porębie Żegoty, Wanda Anna Wojnowska, ur. 21 czerwca 1889 roku w Chroberzy, córka Ignacego i Marii z d. Zbyszewskiej. 
Zmarł 28 listopada 1954. Spoczywa na cmentarzu Rakowickim w Krakowie (kwatera IIB-wsch-po prawej Łempickich). Imieniem Karola Rollego nazwano jedną z ulic w dzielnicy XIII w Krakowie.

## Odznaczenie
- Krzyż Oficerski Orderu Odrodzenia Polski (28 kwietnia 1926)[10]